# 아메리칸 레코딩스
아메리칸 레코딩스(American Recordings)는 로스앤젤레스에 본사를 둔 레코드 회사로, 릭 루빈이 설립하였다. 예전에는 데프 아메리칸 레코딩스(Def American Recordings)라는 이름을 가지고 있었다.